# FK Kikinda
FK Kikinda, serb: Фудбалски клуб Кикинда – serbski klub piłkarski z Kikindy. Został utworzony w 1909 roku. Obecnie występuje w Srpska Liga Vojvodina. Jest jednym z najstarszych klubów w Serbii.